# Пепельная синица
Пепельная синица (лат. Baeolophus inornatus) — вид воробьиных птиц из семейства синицевых. Выделяют четыре подвида.

## Распространение
Обитают на территории США (штаты Орегон и Калифорния) и в Нижняя Калифорния на территории Мексики.

## Описание
Птицы среднего размера, окраска неброская. Верхние части тела оливково-коричневато-серые, нижние — серые или серо-белые. Самцы и самки окрашены одинаково, но при этом самцы чуть крупнее самок.

## Биология
Гнездо преимущественно строит самка. В кладке 3—9 белых яиц. Насиживает кладку только самка в течение 14—16 дней.
Питаются семенами и наземными беспозвоночными.